# Brieva de Juarros
Brieva de Juarros es una localidad española del municipio de San Adrián de Juarros, perteneciente a la provincia de Burgos, en la comunidad autónoma de Castilla y León.

## Historia
Hacia mediados del siglo XIX, el lugar, por entonces con ayuntamiento propio, tenía contabilizada una población de 34 habitantes. Aparece descrito en el cuarto volumen del Diccionario geográfico-estadístico-histórico de España y sus posesiones de Ultramar de Pascual Madoz con las siguientes palabras:

BRIEVA DE JUARROS: l. con ayunt. en la prov. part. jud. dióc., aud. terr. y c. g. de Burgos (4 1/2 leg.), sit. en una llanura espuesto á la influencia de los cuatro vientos cardinales, con clima sano. Consta de 16 casas de mediana fáb. y distribucion interior; entre las que se encuentran la del ayunt. que tambien sirve de cárcel; la igl. parr. con el título de San Martin, servida por un cura párroco y sacristan cuyo nombramiento corresponde al diocesano, y una escuela de primeras letras dotada en 13 fan. de trigo, satisfechas por los alumnos que á la misma concurren. El térm. confina por N. Sta. Cruz de Juarros, E. Arlanzon; S. Urrez y O. Salgüero, dist. todos de 1/2 á 1 leg.: en él á 200 pasos existe una ermita ó capilla pública y una fuente de ricas aguas, que ademas de surtir á los hab. proporciona algun riego al terreno, el cual es de ínfima calidad y poco á propósito al cultivo de cereales; hay dos montecitos poblados de arbustos y varios caminos que conducen á Sta. Cruz de Juarros, Urrez, Villasur y Arlanzon, recibiéndose la correspondencia todos los sábados de la adm. de Burgos. prod.: muy poco trigo, cebada, legumbres y pastos; ganao lanar y algun vacuno: la ind. está reducida á las labores del campo. pobl.: 21 vec., 34 alm. cap. prod. 114,520 rs. imp. 35,333. contr. 1,316 rs. 18 mrs.
(Madoz, 1846, p. 441)

El municipio de Brieva de Juarros desapareció de cara al censo de 1857, al incorporarse al de San Adrián de Juarros. El lugar, que no figura en el Nomenclátor del Instituto Nacional de Estadística, es referido en la actualidad como una localidad perteneciente al municipio de San Adrián de Juarros.